# Harry Dean Stanton
Harry Dean Stanton (ur. 14 lipca 1926 w Irvine, zm. 15 września 2017 w Los Angeles) – amerykański aktor filmowy, muzyk i wokalista.

## Życiorys

### Wczesne lata
Urodził się w Irvine w stanie Kentucky w rodzinie wędrownych baptystów jako syn farmera uprawiającego tytoń i fryzjera Sheridana Harry’ego Stantona oraz fryzjerki Ersel (z domu Moberly). Jego rodzice rozwiedli się, gdy Stanton był w liceum, i oboje później zawarli związki małżeńskie. Miał dwóch młodszych braci – Archiego i Ralpha – oraz młodszego przyrodniego brata Stana. W roku 1944 ukończył szkołę średnią Lafayette Senior High School w Lexington w stanie Kentucky.
Pracował jako kucharz na pokładzie statku LST podczas bitwy o Okinawę. Po służbie w marynarce wojennej na Pacyfiku podczas II wojny światowej studiował dramat na University of Kentucky, gdzie wystąpił w studenckim przedstawieniu George’a Bernarda Shawa Pigmalion.
Przeniósł się do Hollywood z postanowieniem rozpoczęcia kariery aktorskiej i poznawał techniki sztuki aktorskiej w Pasadena Playhouse, gdzie studentami byli również Tyler MacDuff, Dana Andrews, Gene Hackman i Robert Duvall.

### Kariera
Jego pierwszymi kinowymi filmami były dwa westerny – Ślad apacza (Tomahawk Trail, 1957) i Bunt przy Fort Laramie (Revolt at Fort Laramie, 1957). Pojawił się także w serialach NBC: Wewnętrzne sanktuarium (Inner Sanctum, 1957), Podejrzenie (Suspicion, 1957), Szeryf (U.S. Marshal, 1958) oraz seryjnym westernie ABC Przygody Rin Tin Tina (The Adventures of Rin Tin Tin, 1958). Zagrał różne charakterystyczne postacie w ośmiu odcinkach seryjnego westernu CBS Gunsmoke, (1958, 1961-64, 1968). W dramacie Nieugięty Luke (Cool Hand Luke, 1967) u boku Paula Newmana wystąpił w roli księdza śpiewającego pieśni gospel. W opowieści o absurdalnym wyścigu dwóch maniakalnych wielbicieli czarnych samochodów Two-Lane Blacktop (1971) pojawił się jako autostopowicz gej. W filmie Francisa Forda Coppoli Ojciec chrzestny II (The Godfather, Part II, 1974) z Alem Pacino był człowiekiem FBI. W westernie Arthura Penna Przełomy Missouri (The Missouri Breaks, 1976) z Jackiem Nicholsonem zagrał złodzieja konia. W filmie sci-fi Ridleya Scotta Obcy – ósmy pasażer Nostromo (Alien, 1979) z Sigourney Weaver wystąpił jako pomocnik głównego mechanika na statku kosmicznym.
W sensacyjno-przygodowym thrillerze sci-fi Johna Carpentera Ucieczka z Nowego Jorku (Escape from New York, 1981) był starszym przyjacielem jednookiego sprawiedliwego przestępcy (Kurt Russell), a w ekstrawaganckim filmie Komornicy (Repo Man, 1984) z Emiliem Estevezem wcielił się w kokainowego kierowcę. W futurystyczno–katastroficznym filmie Czerwony świt (Red Dawn, 1984) z Patrickiem Swayzem i Charliem Sheenem zagrał umierającego ojca, który nakłania swoich synów do zemsty. W dyskusyjnym i wywołującym wiele kontrowersji dramacie Martina Scorsesego Ostatnie kuszenie Chrystusa (The Last Temptation of Christ, 1988) wcielił się w apostoła Pawła. Był obsesyjnym prywatnym detektywem w przygodowej komedii kryminalnej Davida Lyncha Dzikość serca (Wild at Heart, 1990).
Najbardziej cenioną przez krytyków jego rolą jest Travis w filmie Wima Wendersa Paryż, Teksas (Paris, Texas, 1984).
Zasiadał w jury konkursu głównego na 45. MFF w Wenecji (1988).
W 1989 został wspomniany w piosence zespołu Blondie pt. I Want That Man (I wanna dance with Harry Dean/Drive through Texas in a black limousine...). W 2005 zaśpiewał na pogrzebie swojego przyjaciela Huntera S. Thompsona.

## Filmografia

### Filmy fabularne
| Rok  | Tytuł                                                          | Rola                          | Reżyser                                                    |
| ---- | -------------------------------------------------------------- | ----------------------------- | ---------------------------------------------------------- |
| 1956 | Niewłaściwy człowiek (The Wrong Man)                           | pracownik zakładu poprawczego | Alfred Hitchcock                                           |
| 1957 | Ślad Apacza (Tomahawk Trail)                                   | szeregowy Miller              | Lesley Selander                                            |
| 1957 | Bunt przy Fort Laramie (Revolt at Fort Laramie)                | Rinty                         | Lesley Selander                                            |
| 1960 | Przygody Hucka (The Adventures of Huckleberry Finn)            | Slave Catcher                 | Michael Curtiz                                             |
| 1962 | Jak zdobywano Dziki Zachód (How the West Was Won)              | Gant Henchman                 | John Ford, George Marshall, Henry Hathaway, Richard Thorpe |
| 1966 | Niesłusznie oskarżeni (Ride in the Whirlwind)                  | ślepy Dick                    | Monte Hellman                                              |
| 1967 | Nieugięty Luke (Cool Hand Luke)                                | Tramp                         | Stuart Rosenberg                                           |
| 1967 | W upalną noc (In the Heat of the Night)                        | policjant                     | Norman Jewison                                             |
| 1968 | Rewolwer (Day of the Evil Gun)                                 | sierżant Parker               | Jerry Thorpe                                               |
| 1970 | Złoto dla zuchwałych (Kelly’s Heroes)                          | szeregowy Willard             | Brian G. Hutton                                            |
| 1971 | Two-Lane Blacktop                                              | autostopowicz w Oklahomie     | Monte Hellman                                              |
| 1972 | Cisco Pike                                                     | Jesse Dupree                  | Bill L. Norton                                             |
| 1973 | Dillinger                                                      | Homer Van Meter               | John Milius                                                |
| 1973 | Pat Garrett i Billy Kid (Pat Garrett and Billy the Kid)        | Luke                          | Sam Peckinpah                                              |
| 1974 | Ojciec chrzestny II (The Godfather: Part II)                   | agent FBI                     | Francis Ford Coppola                                       |
| 1974 | Walka kogutów (Cockfighter)                                    | Jack Burke                    | Monte Hellman                                              |
| 1974 | Narzeczona Zandy’ego (Zandy's Bride)                           | Songer                        | Jan Troell                                                 |
| 1975 | Żegnaj, laleczko (Farewell, My Lovely)                         | detektyw Billy Rolfe          | Dick Richards                                              |
| 1976 | Przełomy Missouri (The Missouri Breaks)                        | Cal                           | Arthur Penn                                                |
| 1978 | Renaldo and Clara                                              | Lafkezio                      | Bob Dylan                                                  |
| 1978 | Cheech & Chong’s Up in Smoke                                   | policjant                     | Lou Adler                                                  |
| 1978 | Zwolnienie warunkowe (Straight Time)                           | Jerry Schue                   | Ulu Grosbard, Dustin Hoffman                               |
| 1979 | Mądrość krwi (Wise Blood)                                      | Asa Hawks                     | John Huston                                                |
| 1979 | Róża (The Rose)                                                | Billy Ray                     | Mark Rydell                                                |
| 1979 | Obcy – ósmy pasażer Nostromo (Alien)                           | Brett, inżynier techniczny    | Ridley Scott                                               |
| 1980 | Śmierć na żywo (Death Watch (La Mort en Direct))               | Vincent Ferriman              | Bertrand Tavernier                                         |
| 1980 | Czarny marmur (The Black Marble)                               | Philo Skinner                 | Harold Becker                                              |
| 1980 | Szeregowiec Benjamin (Private Benjamin)                        | pierwszy sierżant Jim Ballard | Howard Zieff                                               |
| 1981 | Ucieczka z Nowego Jorku (Escape from New York)                 | Harold „Brain” Hellman        | John Carpenter                                             |
| 1982 | Zakochani młodzi lekarze (Young Doctors in Love)               | dr Oliver Ludwig              | Garry Marshall                                             |
| 1982 | Ten od serca (One from the Heart)                              | Moe                           | Francis Ford Coppola                                       |
| 1983 | Christine                                                      | detektyw Rudolph Junkins      | John Carpenter                                             |
| 1984 | Paryż, Teksas (Paris, Texas)                                   | Travis Henderson              | Wim Wenders                                                |
| 1984 | Komornicy (Repo Man)                                           | Bud                           | Alex Cox                                                   |
| 1984 | Czerwony świt (Red Dawn)                                       | Tom Eckert                    | John Milius                                                |
| 1985 | Czarodziejskie Boże Narodzenie (One Magic Christmas)           | Gideon                        | Phillip Borsos                                             |
| 1985 | Chora miłość (Fool for Love)                                   | starszy mężczyzna             | Robert Altman                                              |
| 1986 | Dziewczyna w różowej sukience (Pretty in Pink)                 | Jack Walsh, ojciec Andie      | John Hughes                                                |
| 1987 | Morderczy korowód (Slam Dance)                                 | detektyw Benjamin Smiley      | Wayne Wang                                                 |
| 1988 | Ostatnie kuszenie Chrystusa (The Last Temptation of Christ)    | apostoł Paweł                 | Martin Scorsese                                            |
| 1988 | Pan North (Mr. North)                                          | Henry Simmons                 | Danny Huston                                               |
| 1988 | Anglik w Nowym Jorku (Stars and Bars)                          | Loomis Gage                   | Pat O’Connor                                               |
| 1989 | Twister                                                        | Eugene Cleveland              | Michael Almereyda                                          |
| 1990 | Czwarta wojna (The Fourth War)                                 | generał Hackworth             | John Frankenheimer                                         |
| 1990 | Dzikość serca (Wild at Heart)                                  | Johnnie Farragut              | David Lynch                                                |
| 1992 | Twin Peaks: Ogniu krocz ze mną (Twin Peaks: Fire Walk with Me) | Carl Rodd                     | David Lynch                                                |
| 1992 | Kłopoty z facetami (Man Trouble)                               | Redmond Layls                 | Bob Rafelson                                               |
| 1994 | Bunt (Against the Wall)                                        | Hal                           | John Frankenheimer                                         |
| 1994 | Niebieski tygrys (Blue Tiger)                                  | Smith                         | Norberto Barba                                             |
| 1995 | Nigdy nie rozmawiaj z nieznajomym (Never Talk to Strangers)    | Max Cheski                    | Peter Hall                                                 |
| 1996 | Nagi peryskop (Down Periscope)                                 | CPO Howard                    | David S. Ward                                              |
| 1996 | Playback                                                       | Ernie Fontenot                | Oley Sassone                                               |
| 1997 | W morzu ognia (Fire Down Below)                                | Cotton                        | Félix Enríquez Alcalá                                      |
| 1997 | Jak jej nie kochać (She’s so lovely)                           | Tony 'Shorty' Russo           | Nick Cassavetes                                            |
| 1998 | Las Vegas Parano (Fear and Loathing in Las Vegas)              | sędzia                        | Terry Gilliam                                              |
| 1998 | Potęga przyjaźni (The Mighty)                                  | Elton „Grim” Pinneman         | Peter Chelsom                                              |
| 1999 | Zielona mila (The Green Mile 1999)                             | Toot-Toot                     | Frank Darabont                                             |
| 1999 | Prosta historia (The Straight Story)                           | Lyle Straight                 | David Lynch                                                |
| 2001 | Obietnica (The Pledge)                                         | Floyd Cage                    | Sean Penn                                                  |
| 2001 | Człowiek, który płakał (The Man Who Cried)                     | Felix Perlman                 | Sally Potter                                               |
| 2001 | Sonny                                                          | Henry                         | Nicolas Cage                                               |
| 2001 | Ginostra                                                       | Del Piero                     | Manuel Pradal                                              |
| 2003 | Dwóch gniewnych ludzi (Anger Management)                       | ślepy mężczyzna               | Peter Segal                                                |
| 2004 | Chrystal                                                       | Pa Da                         | Ray McKinnon                                               |
| 2004 | Wielki skok (The Big Bounce)                                   | Bob Rogers Sr.                | George Armitage                                            |
| 2005 | Historia Wendella Bakera (The Wendell Baker Story)             | Skip Summers                  | Andrew Wilson, Luke Wilson                                 |
| 2006 | Ja, ty i on (You, Me and Dupree)                               | Curly                         | Joe Russo, Anthony Russo                                   |
| 2006 | Inland Empire                                                  | Freddie Howard                | David Lynch                                                |
| 2009 | Na drodze do szczęścia (The Open Road)                         | Amon                          | Michael Meredith                                           |
| 2011 | Rango                                                          | Balthazar (głos)              | Gore Verbinski                                             |
| 2011 | Wszystkie odloty Cheyenne’a (This Must Be the Place)           | Robert Plath                  | Paolo Sorrentino                                           |
| 2012 | Avengers                                                       | strażnik                      | Joss Whedon                                                |
| 2012 | 7 psychopatów (Seven Psychopaths)                              | Quaker                        | Martin McDonagh                                            |
| 2013 | Likwidator (The Last Stand)                                    | pan Parsons                   | Kim Ji-woon                                                |

### Seriale TV
| Rok       | Tytuł                                                    | Rola                  |
| --------- | -------------------------------------------------------- | --------------------- |
| 1954      | Wewnętrzne sanktuarium (Inner Sanctum)                   | Andrew                |
| 1957      | The Walter Winchell File                                 | chłopak               |
| 1957      | Podejrzenie (Suspicion)                                  | Bill                  |
| 1958      | Panic!                                                   | Jerry                 |
| 1958      | Przygody Rin Tin Tina (The Adventures of Rin Tin Tin)    | Clint Dirkson         |
| 1958      | Szeryf (U.S. Marshal)                                    | Robby Crane           |
| 1960      | Alfred Hitchcock przedstawia (Alfred Hitchcock Presents) | Lemon                 |
| 1960      | Nietykalni (The Untouchables)                            | gazeciarz Seller      |
| 1960      | Johnny Ringo                                             | Frank Brogger         |
| 1961      | Gunsmoke                                                 | Leroy Parker / Harley |
| 1961      | Nietykalni (The Untouchables)                            | Moxie / Picolo        |
| 1961      | Bonanza                                                  | Billy                 |
| 1962      | Gunsmoke                                                 | Nate Eliot            |
| 1963      | Bonanza                                                  | Styles                |
| 1964      | Gunsmoke                                                 | Rainey Carp / Leader  |
| 1965      | Ścigany (The Fugitive)                                   | Randy                 |
| 1968      | Gunsmoke                                                 | Hodge                 |
| 1976–1977 | Mary Hartman, Mary Hartman                               | Jake Walters          |
| 1986      | Saturday Night Live                                      | gość                  |
| 1993      | Hotel Room (TV-HBO)                                      | Moe                   |
| 2004      | Dwóch i pół (Two and a Half Men)                         | w roli samego siebie  |
| 2006−2010 | Trzy na jednego (Big Love)                               | Roman Grant           |
| 2009      | Alice                                                    | Caterpillar           |
| 2010      | Chuck                                                    | Harry                 |
| 2013–2015 | Jak zdrówko? (Getting On)                                | Leonard Butler        |
| 2017      | Twin Peaks                                               | Carl Rodd             |